# Старр, Честер
Честер Дж. Старр (англ. Chester G. Starr; 5 октября 1914, Сентрейлия, Миссури — 22 сентября 1999, Анн-Арбор, Мичиган) — американский историк, внесший значительный вклад в изучение античной истории, античного искусства и археологии греко-римской цивилизации.

## Биография
Учился в Корнеллском университете. Между 1940 и 1953 годами преподавал в Университете Иллинойса в Урбане. После тридцати лет в Урбане перешёл в Мичиганский университет в Анн-Арборе, где преподавал до 1973 года. В 1974 году он стал первым президентом американской Ассоциации историков древнего мира.
Во время Второй мировой войны служил в армии США — в историческом отделе при штабе Пятой армии в Италии (с 1942 до 1946 года). В результате своей деятельности в этом отделе он составил компиляцию в девяти томах под названием «История Пятой армии» и популярную книгу под названием «От Салерно до Альп» (1948).
Среди его исторических работ по древней истории — двадцать одна книга, десятки статей и более ста рецензий. Его самый известный университетский курс — «История Древнего Мира» — переиздавался с последующими дополнениями в период между 1965 и 1991 годами. Свою историческую методологию он определял как гегельянскую, особенно в книге «Интеллектуальная революция в Римской империи» (1954). В книге, которая считается его самым значительным трудом, а именно в «Происхождении эллинской цивилизации» (1961), он придерживается нордической теории, которая стремилась интерпретировать греческие достижения в области культуры с расовой точки зрения. Его подход сфокусирован на отдельных личностях как двигателях исторических перемен; также он противостоял такой доминирующей методологии своего времени как Школа Анналов.
Как отмечает доктор исторических наук, профессор Е. А. Молев: "Наиболее значительную работу по исследованию роли флота в войнах Древнего Рима, а также по оценке вообще морского фактора в истории древности проделал Честер Старр. В его работах есть и оценка римско-понтийских войн на море, и общая оценка роли морского фактора в истории".

## Сочинения
- Пробуждение греческого исторического духа (1968)
- Экономический рост ранней Греции (1977)
- Начало имперского Рима: Рим в эпоху средней республики (1980)
- Некорректное зеркало (1983)
- Прошлое и будущее в Древней Истории (1987).

### Русские переводы работ Ч. Старра
- Экономические и социальные условия в греческом мире // Кембриджская история Древнего мира. — Т. III, ч. 3. — М.: Ладомир, 2007. — С. 507—537.